# Alfred Beeck
Alfred L. E. Beeck (geboren 30. September 1855 in Halle (Saale); gestorben 1. November 1935 ebenda) war ein deutscher Geflügelzüchter. Er war Lektor für Geflügelzucht an der Universität Halle und von 1900 bis 1920 Leiter der Lehr- und Versuchsanstalt für Geflügelzucht der Landwirtschafts-Kammer für die Provinz Sachsen in Halle.

## Leben
Er war der Sohn des Baumeisters und Fabrikbesitzers Eduard Beeck und dessen Ehefrau Amalie geborene Landmann. Nach dem Besuch des Stadtgymnasiums in Halle studierte Alfred Beeck an der dortigen Universität, an der er später Lektor für Geflügelzucht wurde. Von 1900 bis zum Antritt des Ruhestandes im Jahre 1920 war Alfred Beeck Leiter der Lehr- und Versuchsanstalt für Geflügelzucht der Landwirtschafts-Kammer für die Provinz Sachsen in Halle-Kröllwitz.
Zu seinen Zuchterfolgen zählt die Cröllwitzer Pute.
Zu seinen Assistenten an der Lehr- und Versuchsanstalt zählten der Agrarwissenschaftler Richard Römer.

## Schriften (Auswahl)
- (Hrsg.): Baldamus Illustriertes Handbuch der Federviehzucht. 2. Band, 4. vollständig neu bearb. Auflage, Berlin, R. C. Schmidt & Co., 1908. (online)
- Allgemeine Geflügelzüchtungslehre, Berlin: Pfennigstorff, o. J. [1912].
- Schlachtkaninchenzucht, eine lohnende Nebenbeschäftigung für jedermann, Berlin: Parey, 1916.
- Schlachtkaninchenzucht, 5., neubearb. Aufl., Berlin: Parey, 1917.
- Geflügelhaltung und -fütterung in der Kriegszeit. Vortrag, in: Aus Theorie und Praxis der Geflügelzucht 5 (1917), Heft 1.
- Geflügelzucht als selbständiger Beruf, Berlin: Pfenningstorff, o. J. [1919].
- Stallpflege und Stallbehandlung des Geflügels und die für die Landwirtschaft empfehlenswertesten Geflügelrassen, Berlin: P. Parey, 1921.
- Bau und Einrichtung neuzeitlicher Geflügelställe mit besonderer Berücksichtigung landwirtschaftlicher Verhältnisse, der Erwerbsgeflügelzucht und Kleinbetriebe, 2., neubearb. Aufl., Berlin, P. Pary, 1929.

## Familie
Aus seiner Ehe mit Amalie geborene Spiegel gingen zwei Kinder hervor, darunter die Lehrerin Jenny Beeck (1885–1968).